# Edmond Lux
Edmund (Edmond) Lux (Erpeldange-sur-Sûre, 18 juni 1916 – Ettelbruck, 21 september 2004) was een Luxemburgs beeldhouwer, graficus, kunstschilder en docent.

## Leven en werk
Edmond Lux was een zoon van meestertimmerman Pierre Lux en Anna Cock. Hij studeerde aan de Technische Hogeschool in München, de Koninklijke Academie voor Schone Kunsten van Antwerpen, de École nationale supérieure des beaux-arts en de École Estienne in Parijs. Lux maakte en ontwierp onder meer glas-in-loodramen, (oorlogs)monumenten, reliëfs, sculpturen, logo's en gemeentewapens. 
In 1939 behaalde Lux het examen professeur de dessin, zodat hij tekenleraar kon worden in Luxemburg. Hij werd aangesteld aan de Industrieschool in Luxemburg-Stad, in februari 1941 ging hij aan het werk op het Athénée de Luxembourg. Vanwege zijn anti-Duitse houding werd hij twee maanden later ontslagen. Na de Tweede Wereldoorlog keerde hij naar het atheneum terug. In oktober 1945 trad hij in dienst bij het Lycée classique de Diekirch, waar hij tot zijn pensioen in 1981 werkte.
Edmond Lux overleed in 2004, op 88-jarige leeftijd. Ter gelegenheid van zijn 100e geboortedag in 2016 werd in Erpeldange een wandelroute langs tien van zijn werken geopend.

## Enkele werken
- 1961 monument voor politicus Paul Eyschen in het stadspark van Diekirch. Charles Kohl verzorgde het bronzen reliëf, Lux de zandstenen muur.
- 1964 Monument aux Morts, met glas in lood, op de begraafplaats van Erpeldange.
- 1972 Klëppelkrichmonument, ter herinnering aan de Boerenkrijg, op de Limpertsberg in Luxemburg-Stad.[6]
- 1974 plaquette van kluizenaar Schetzel in het bos Grünewald bij Luxemburg-Stad.
- 1986 baarhuis, met glas-in-loodramen, op de begraafplaats van Erpeldange.
- 1995 monument voor groothertogin Charlotte van Luxemburg in het kasteelpark in Erpeldange.
- 1994 monument voor priester Alphonse Lutgen.
- gemeentewapen van Erpeldange aan het dorpshuis.

## Fotogalerij

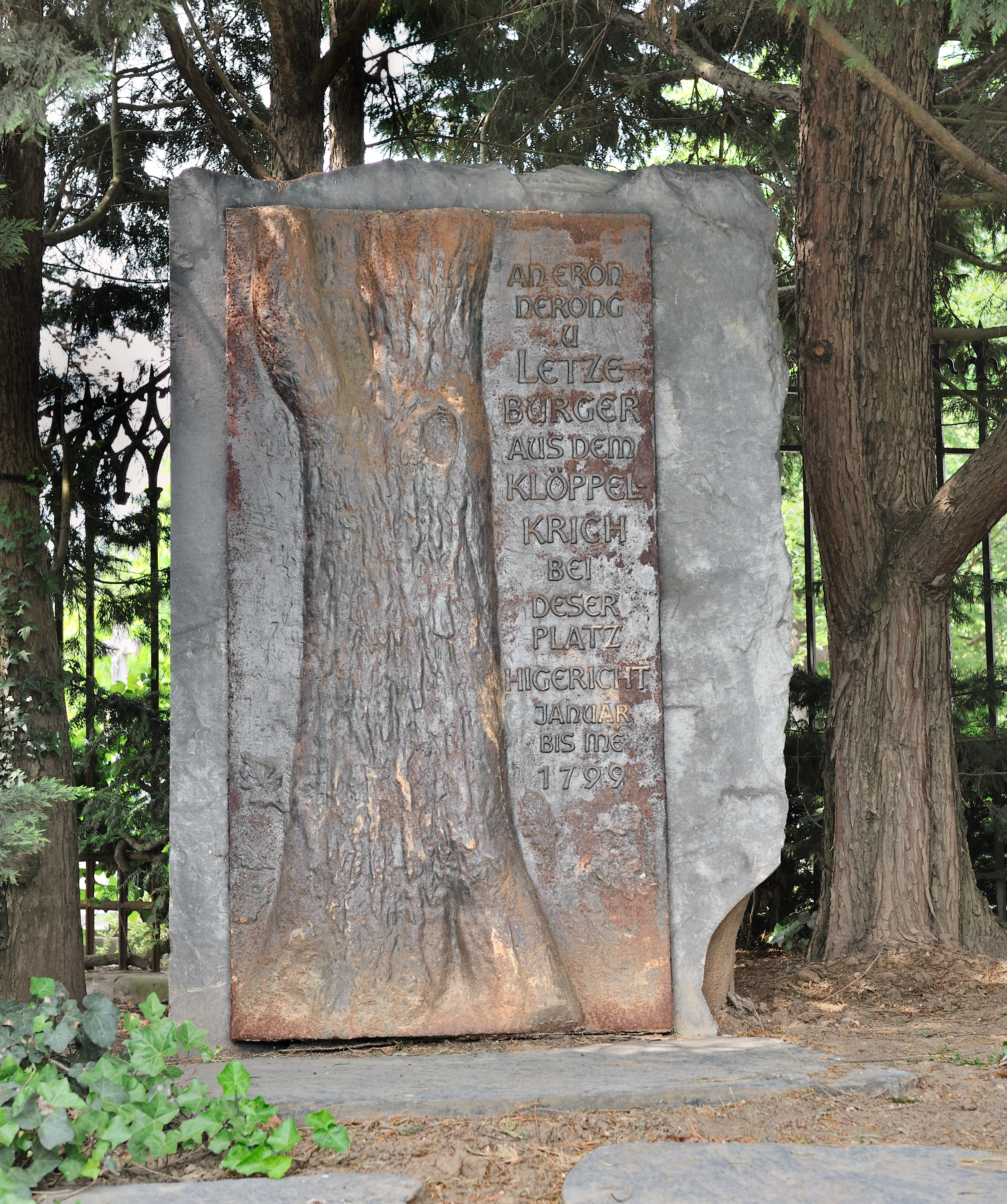
Klëppelkrichmonument (1972), Luxemburg-Stad
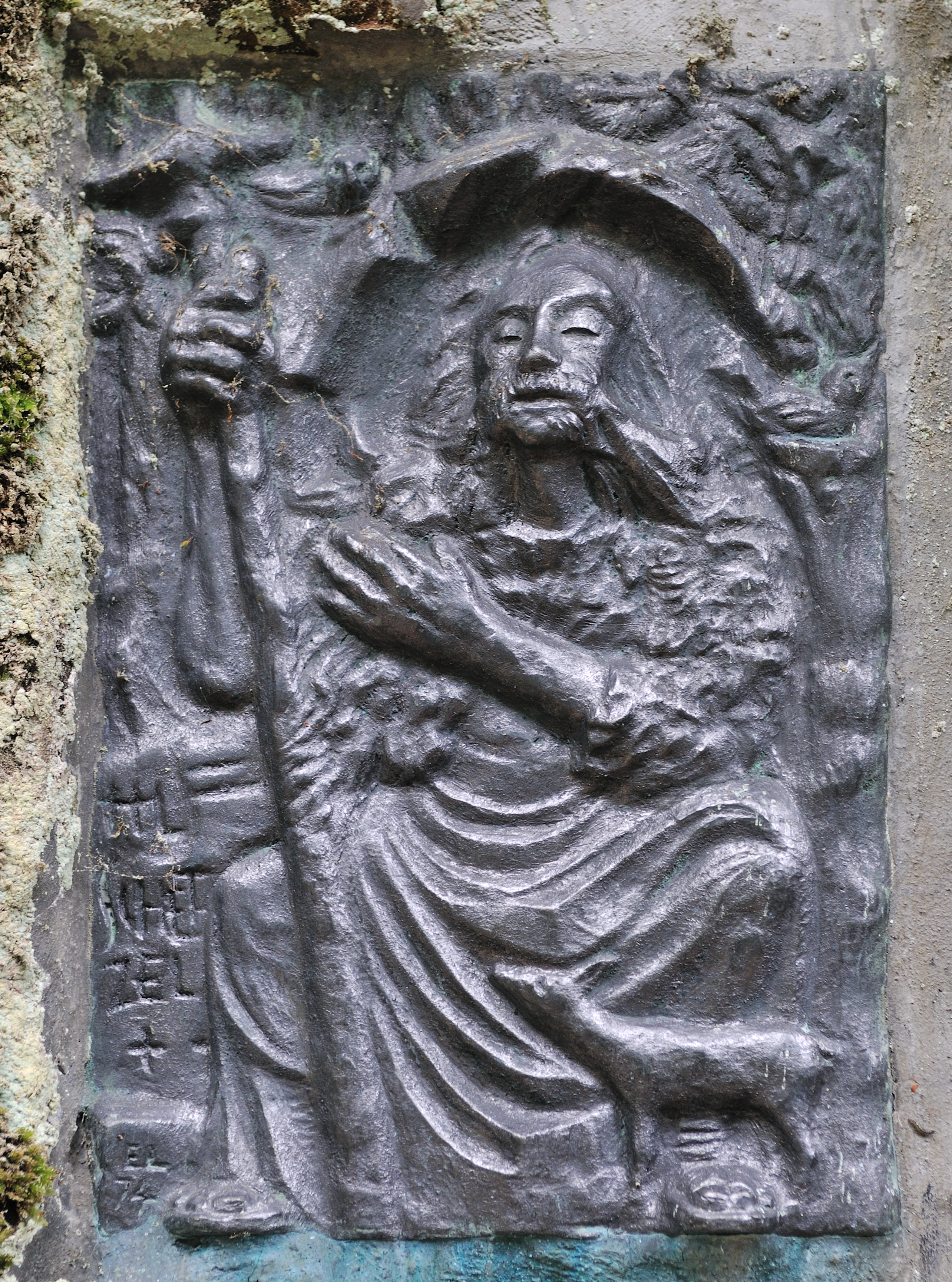
Schetzel (1974), Luxemburg-Stad

- Musée national d'archéologie, d'histoire et d'art: lkl007155